# Wolzhausen
Wolzhausen (mundartlich Wulzhause) ist ein Dorf im Hessischen Hinterland und als solches ein Ortsteil der Gemeinde Breidenbach im mittelhessischen Landkreis Marburg-Biedenkopf.

## Geographie

### Lage
Der zweigliedrige Ort liegt nördlich von Quotshausen und nordwestlich von Silberg im Perftal. Er ist über die die Landesstraße 3049, die in Breidenbach in die Bundesstraße 253 mündet, zu erreichen. Es befindet sich eine Grundschule im Ort sowie zwei Spielplätze.

### Klima
Klimatisch liegt Wolzhausen wie der gesamte Breidenbacher Grund im Grenzbereich der beiden Klimaräume Nordwest- und Südwestdeutschland, die sich im Bereich Mittelhessen trennen. Das heißt, es gibt sowohl maritime als auch festländische Einflüsse. Das Klima wird daher durch verhältnismäßig kühlere Sommer, aber auch nicht-alpine Wintertemperaturen gekennzeichnet, wobei Niederschläge von durchschnittlich ca. 900 mm ganzjährig fallen.

### Siedlungen und Wüstungen
In der Gemarkung Wolzhausens liegt die Siedlung Eselsmühle, ein Mühlengehöft an der Perf an der Grenze zu Quotshausen. Der Mühlenbetrieb der Mahl- und Ölmühle wurde 1957 eingestellt.

## Geschichte
Wolzhausen wurde im Jahre 1334 unter dem Namen Wolkoldishusen erstmals urkundlich erwähnt.
Die Statistisch-topographisch-historische Beschreibung des Großherzogthums Hessen berichtet 1830 über Wolzhausen:

„Wolzhausen (L. Bez. Battenberg) evangel. Filialdorf; liegt an der Perf, 5 1⁄4 St. von Battenberg, und gehört dem Freiherrn von Breidenstein. Man findet 42 Häuser und 305 Einwohner, die alle evangelisch sind, so wie 2 Mahlmühlen, womit 1 Oelmühle verbunden ist. Der frühere Namen ist Wolkershussen.“

### Historische Namensformen
Historisch dokumentierte Erwähnungen des Ortes sind:
- Wolkoldishusen (1334)
- Wolkirhusen (1381)
- Wolkeshusen (1433)
- Wultzhusen (um 1480)
- Woltzhausen (1586)

### Gebietsreform
Am 1. Juli 1974 wurde die bis dahin eigenständige Gemeinde Wolzhausen, im Rahmen der Gebietsreform in Hessen, kraft Landesgesetz in die Gemeinde Breidenbach eingegliedert.
Für Wolzhausen wurde, wie für alle in der Gebietsreform eingegliederten Gemeinden von Breidenbach, ein Ortsbezirk mit Ortsbeirat und Ortsvorsteher nach der Hessischen Gemeindeordnung gebildet.

### Territorialgeschichte und Verwaltung im Überblick
Die folgende Liste zeigt im Überblick die Territorien, in denen Wolzhausen lag, bzw. die Verwaltungseinheiten, denen es unterstand:
- vor 1567: Heiliges Römisches Reich, Landgrafschaft Hessen, Amt Blankenstein, Grund Breidenbach (Gebiet des Untergerichts)
- ab 1567: Heiliges Römisches Reich, Landgrafschaft Hessen-Marburg, Amt Blankenstein, Grund Breidenbach[8]
- 1604–1648: strittig zwischen Hessen-Kassel und Hessen-Darmstadt (Hessenkrieg)
- ab 1604: Heiliges Römisches Reich, Landgrafschaft Hessen-Kassel, Amt Blankenstein, Grund Breidenbach
- ab 1627: Heiliges Römisches Reich, Landgrafschaft Hessen-Darmstadt, Oberfürstentum Hessen, Amt Blankenstein, Grund Breidenbach[9]
- ab 1806: Rheinbund, Großherzogtum Hessen, Oberfürstentum Hessen, Amt Blankenstein, Grund Breidenbach[10][11]
- ab 1815: Deutscher Bund, Großherzogtum Hessen, Provinz Oberhessen, Amt Blankenstein, Grund Breidenbach[12]
- ab 1821: Deutscher Bund, Großherzogtum Hessen, Provinz Oberhessen, Landratsbezirk Battenberg[Anm. 1]
- ab 1832: Deutscher Bund, Großherzogtum Hessen, Provinz Oberhessen, Kreis Biedenkopf
- ab 1848: Deutscher Bund, Großherzogtum Hessen, Regierungsbezirk Biedenkopf
- ab 1852: Deutscher Bund, Großherzogtum Hessen, Provinz Oberhessen, Kreis Biedenkopf
- ab 1867: Norddeutscher Bund, Königreich Preußen, Provinz Hessen-Nassau, Regierungsbezirk Wiesbaden, Kreis Biedenkopf (übergangsweise Hinterlandkreis)[9]
- ab 1871: Deutsches Reich, Königreich Preußen, Provinz Hessen-Nassau, Regierungsbezirk Wiesbaden, Kreis Biedenkopf
- ab 1918: Deutsches Reich, Freistaat Preußen, Provinz Hessen-Nassau, Regierungsbezirk Wiesbaden, Kreis Biedenkopf
- ab 1932: Deutsches Reich, Freistaat Preußen, Provinz Hessen-Nassau, Regierungsbezirk Wiesbaden, Kreis Dillenburg
- ab 1933: Deutsches Reich, Freistaat Preußen, Provinz Hessen-Nassau, Regierungsbezirk Wiesbaden, Kreis Biedenkopf
- ab 1944: Deutsches Reich, Freistaat Preußen, Provinz Nassau, Landkreis Biedenkopf
- ab 1945: Amerikanische Besatzungszone, Groß-Hessen, Regierungsbezirk Wiesbaden, Landkreis Biedenkopf
- ab 1949: Bundesrepublik Deutschland, Land Hessen (seit 1946), Regierungsbezirk Wiesbaden, Landkreis Biedenkopf
- ab 1968: Bundesrepublik Deutschland, Land Hessen, Regierungsbezirk Darmstadt, Landkreis Biedenkopf
- ab 1974: Bundesrepublik Deutschland, Land Hessen, Regierungsbezirk Kassel, Landkreis Marburg-Biedenkopf
- am 1. Juli 1974 wurde Wolzhausen als Ortsteil der Gemeinde Breidenbach eingegliedert.
- ab 1981: Bundesrepublik Deutschland, Land Hessen, Regierungsbezirk Gießen, Landkreis Marburg-Biedenkopf

### Bevölkerung

#### Einwohnerentwicklung
Quelle: Historisches Ortslexikon
| • 1577: | 022 Hausgesesse                                                             |
| • 1630: | 024 Hausgesesse (5 zweispännige, 15 einspännige Ackerländer, 4 Einläuftige) |
| • 1677: | 018 Männer, 2 Witwen, 3 Jungmannschaften, 12 ledige Mannschaften            |
| • 1742: | 037 Haushalte                                                               |
| • 1791: | 342 Einwohner                                                               |
| • 1800: | 344 Einwohner                                                               |
| • 1806: | 243 Einwohner, 38 Häuser                                                    |
| • 1829: | 305 Einwohner, 42 Häuser                                                    |

| Wolzhausen: Einwohnerzahlen von 1791 bis 2018 | Wolzhausen: Einwohnerzahlen von 1791 bis 2018 | Wolzhausen: Einwohnerzahlen von 1791 bis 2018 | Wolzhausen: Einwohnerzahlen von 1791 bis 2018 | Wolzhausen: Einwohnerzahlen von 1791 bis 2018 |
| --- | --------------------------------------------- | --------------------------------------------- | --------------------------------------------- | --------------------------------------------- |
| Jahr |                                               |                                               |                                               | Einwohner                                     |
| 1791 | 1791                                          |                                               | 342                                           | 342                                           |
| 1800 | 1800                                          |                                               | 344                                           | 344                                           |
| 1806 | 1806                                          |                                               | 243                                           | 243                                           |
| 1829 | 1829                                          |                                               | 305                                           | 305                                           |
| 1834 | 1834                                          |                                               | 326                                           | 326                                           |
| 1840 | 1840                                          |                                               | 341                                           | 341                                           |
| 1846 | 1846                                          |                                               | 336                                           | 336                                           |
| 1852 | 1852                                          |                                               | 344                                           | 344                                           |
| 1858 | 1858                                          |                                               | 315                                           | 315                                           |
| 1864 | 1864                                          |                                               | 291                                           | 291                                           |
| 1871 | 1871                                          |                                               | 299                                           | 299                                           |
| 1875 | 1875                                          |                                               | 303                                           | 303                                           |
| 1885 | 1885                                          |                                               | 287                                           | 287                                           |
| 1895 | 1895                                          |                                               | 317                                           | 317                                           |
| 1905 | 1905                                          |                                               | 335                                           | 335                                           |
| 1910 | 1910                                          |                                               | 358                                           | 358                                           |
| 1925 | 1925                                          |                                               | 395                                           | 395                                           |
| 1939 | 1939                                          |                                               | 419                                           | 419                                           |
| 1946 | 1946                                          |                                               | 629                                           | 629                                           |
| 1950 | 1950                                          |                                               | 629                                           | 629                                           |
| 1956 | 1956                                          |                                               | 591                                           | 591                                           |
| 1961 | 1961                                          |                                               | 626                                           | 626                                           |
| 1967 | 1967                                          |                                               | 729                                           | 729                                           |
| 1980 | 1980                                          |                                               | ?                                             | ?                                             |
| 1990 | 1990                                          |                                               | ?                                             | ?                                             |
| 2000 | 2000                                          |                                               | ?                                             | ?                                             |
| 2011 | 2011                                          |                                               | 666                                           | 666                                           |
| 2015 | 2015                                          |                                               | 626                                           | 626                                           |
| 2018 | 2018                                          |                                               | 639                                           | 639                                           |
| Datenquelle: Historisches Gemeindeverzeichnis für Hessen: Die Bevölkerung der Gemeinden 1834 bis 1967. Wiesbaden: Hessisches Statistisches Landesamt, 1968. Weitere Quellen: ; Gemeinde Breitenbach:; Zensus 2011 |                                               |                                               |                                               |                                               |

#### Religionszugehörigkeit
Quelle: Historisches Ortslexikon
| • 1829: | 305 evangelische (= 100 %) Einwohner                                       |
| • 1885: | 287 evangelische (= 100 %) Einwohner                                       |
| • 1961: | 518 evangelische (= 82,75 %), 86 römisch-katholische (= 13,74 %) Einwohner |

#### Erwerbstätigkeit
Quelle: Historisches Ortslexikon
| • 1867: | Erwerbspersonen: 72 Landwirtschaft |
| • 1961: | Erwerbspersonen: 103 Land- und Forstwirtschaft, 164 produzierendes Gewerbe, 24 Handel und Verkehr, 24 Dienstleistungen und Sonstiges. |

## Religionen
Der Ort ist überwiegend evangelisch geprägt. Es gibt eine evangelische Kirche, eine Freie evangelische Gemeinde und eine weitere Freikirche.

## Politik

### Ortsbeirat
- SPD: 2
- BL: 1
- CDU: 2

- BL = Bürgerliste

Wolzhausen verfügt als Ortsbezirk über einen Ortsbeirat, bestehend aus fünf Mitgliedern, dessen Vorsitzender ein Ortsvorsteher, derzeit Julia Meier (SPD), ist. Für die Sitzverteilung siehe die nebenstehende Grafik.

### Wappen und Flagge
| Wappen von Wolzhausen | Blasonierung: „In Gold zwei schwarze Pfähle, in der Mitte belegt mit einem rechtsschrägen bzw. linksschrägen roten Wolfshaken, zusammen ein „W“ bildend.“ |
| Wappen von Wolzhausen | |

Im Oktober 2019 wurde in einer Ortsbeiratssitzung des Ortsteils eine Flagge für das Dorf vorgeschlagen. Diese ist geviert von rot und weiß (Hessische Landesfarben) und im Schnittpunkt liegt das Dorfwappen auf.

## Vereine
In Wolzhausen gibt es einen Jugendclub, eine Bücherei, die Freiwillige Feuerwehr Wolzhausen, eine Jagdgenossenschaft und zusammen mit Quotshausen einen CVJM.
Bis etwa in die Mitte der 1990er Jahre hatte Wolzhausen einen eigenen Fußballverein.

## Wirtschaft und Infrastruktur

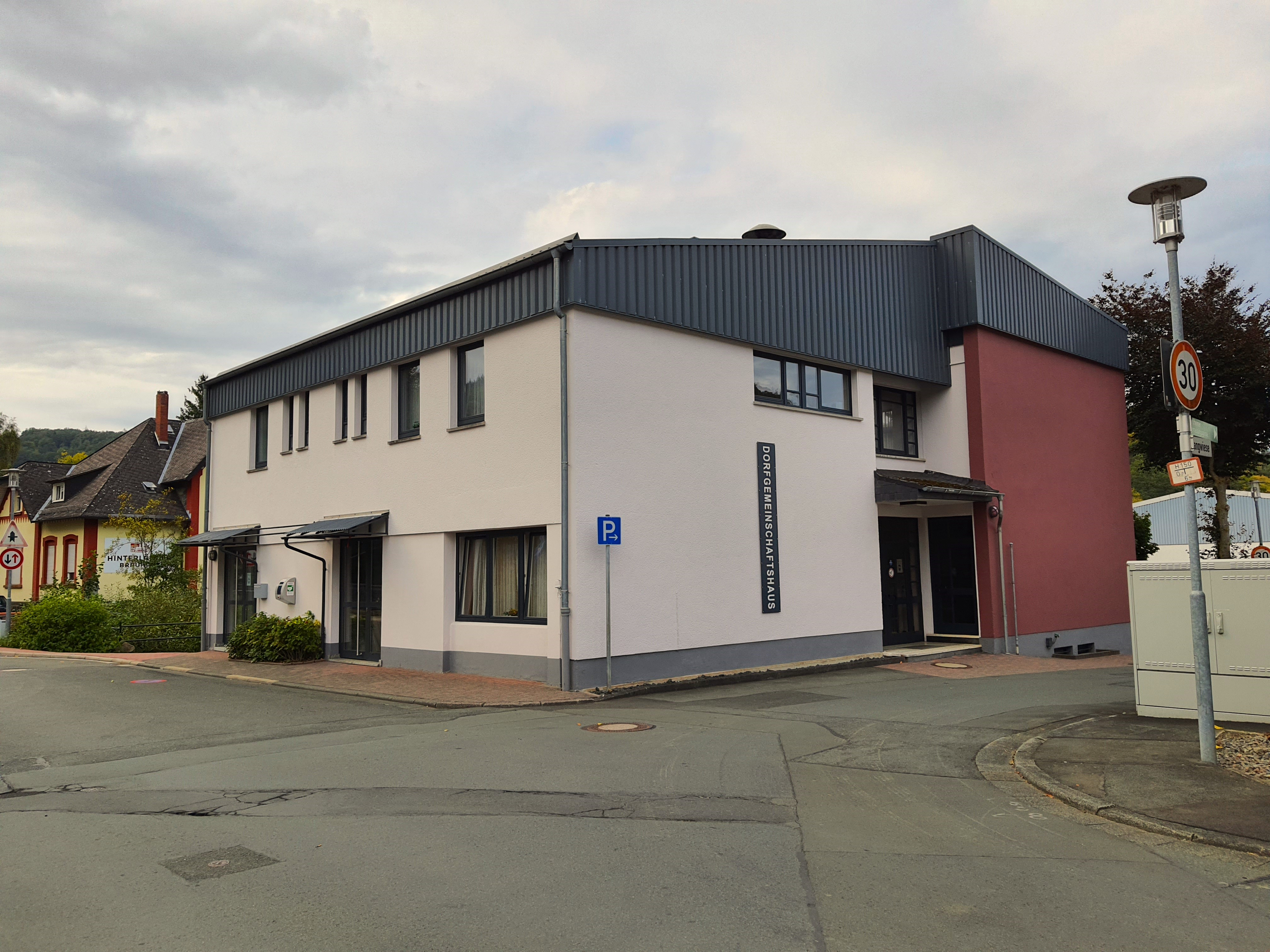
Dorfgemeinschaftshaus

Es gibt in Wolzhausen unter anderem ein Betonwerk, mittelständische Unternehmen wie z. B. einen Hersteller von Lasermessgeräten. Außerdem gibt es einen Handel für Rasenmäher, eine Gaststätte, ein Autohaus, Auto-Reparatur und Auto-Lackierung.
Außerdem gibt es im Ort ein Dorfgemeinschaftshaus.

## Verkehr
Der Bahnhof Wolzhausen lag an der 1911 eröffneten Scheldetalbahn. Seit der Einstellung des Personenverkehrs im Mai 1987 wird der Bahnhof nicht mehr bedient, zuletzt hielten zwei Züge pro Tag und Richtung. Die Bahnanlagen wurden nach der Einstellung des Güterverkehrs 1991 zurückgebaut; das Bahnhofsgebäude ist heute in Privatbesitz. Der ehemalige Bahndamm wird nahe dem Ort als Hessischer Radfernweg R8 genutzt.
Der Ort ist durch folgende Regionalbuslinie über die Haltestelle Ortsmitte an das ÖPNV-Netz des RMV angebunden:
- 491: Dillenburg–Niedereisenhausen–Biedenkopf (und zurück)

## Persönlichkeiten
- Martina Kessler (* 1961), Theologin und Autorin, geboren in Wolzhausen